# G Force
GeForce – album saksofonisty Kenny’ego G, wydany w 1983 roku. Uplasował się on na miejscu #6 notowania Jazz Albums oraz na pozycji #17 R&B/Hip-Hop Albums i #62 Billboard 200.

## Lista utworów
1. „Hi, How Ya Doin'?” - 5:37
2. „I've Been Missin' You” - 4:13
3. „Tribeca” - 4:36
4. „G Force” - 4:54
5. „Do Me right" - 4:42
6. „I Wanna Be Yours” - 4:29
7. „Sunset At Noon” - 5:13
8. „Help Yourself To My Love” - 4:45

## Single
| 1984 | „Hi, How Ya Doin'?” | #23 |